# AlliedSignal
AlliedSignal byl americký koncern, který vznikl roku 1985 sloučením firem Allied Corporation a Signal Companies. Roku 1999 společnost koupila koncern Honeywell a převzala jeho více známé jméno, čímž pod svým původním názvem přestala existovat. V době svého zániku společnost zaměstnávala přes 70 000 osob.